# Joanna Kruczalak-Jankowska
Joanna Barbara Kruczalak-Jankowska – polska prawniczka, dr hab. nauk prawnych, profesor nadzwyczajny i kierownik Katedry Prawa Handlowego i Międzynarodowego Prawa Prywatnego Wydziału Prawa i Administracji Uniwersytetu Gdańskiego.

## Życiorys
W 1989 ukończyła studia prawnicze na Uniwersytecie Gdańskim, 18 czerwca 1999 obroniła pracę doktorską Umowa menedżerska, 23 maja 2011 habilitowała się na podstawie pracy zatytułowanej Ogłoszenie upadłości. Skutki dotyczące zobowiązań w krajowym i transgranicznym postępowaniu upadłościowym. Otrzymała nominację profesorską.
Objęła funkcję profesora nadzwyczajnego oraz kierownika w Katedrze Prawa Handlowego i Międzynarodowego Prawa Prywatnego na Wydziale Prawa i Administracji Uniwersytetu Gdańskiego.